# Saint-Evroult-de-Montfort
Saint-Evroult-de-Montfort è un comune francese di 331 abitanti situato nel dipartimento dell'Orne nella regione della Normandia.

## Società

### Evoluzione demografica
Abitanti censiti